# Paschiodes thomealis
Paschiodes thomealis là một loài bướm đêm trong họ Crambidae.